# オリーブブランチ (ミシシッピ州)
オリーブブランチ（英: Olive Branch）は、アメリカ合衆国ミシシッピ州の北西隅、デソト郡の都市である。人口は3万9711人（2020年）。隣の州であるテネシー州メンフィスの郊外であり、その都市圏に属している。この都市圏にはテネシー州南西部の3郡と、ミシシッピ州北西部の5郡、アーカンソー州東部の2郡が含まれる。1990年から2000年、オリーブブランチの成長率は490%であり、全米最大の成長率となった都市だった。

## 歴史

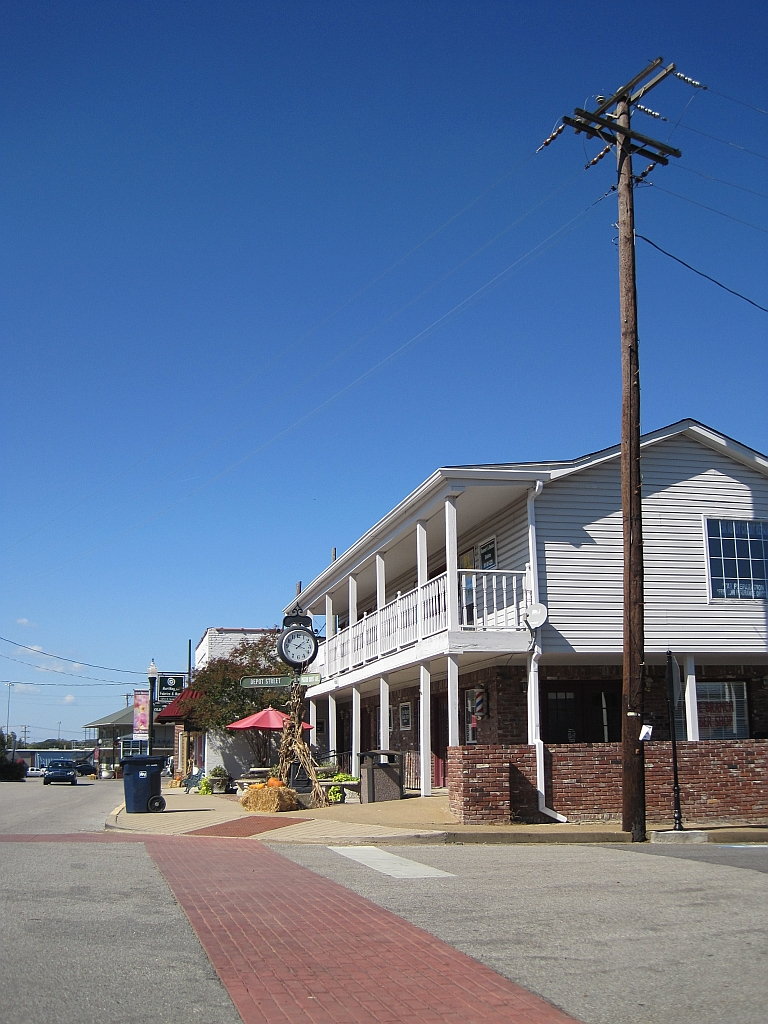
オリーブブランチの歴史的中心街

オリーブブランチとなった地域に最初に恒久的に入ったアングロ系開拓者は、スティーブン・フリンとその妻の義兄弟ミルトン・ブロッカーだった。1836年4月13日、新設されたデソト郡で、セクション34と35と呼ばれていた土地1,280エーカー (5.2 km2) を、チカソー族インディアンの酋長ラッシュ・パン・タビーから、1,600ドルで購入した。1840年、フリンはその土地をブロッカーに6,400ドルで譲渡した。1840年代初期に「カウペンス」と呼ばれた小さな町が出現した。その名前は1842年に「ワトソンズ・クロスローズ」と変えられた。1846年、郵便局が設立され、町の名が再度「オリーブブランチ」と変えられた。町の設立者の子孫の1人、フランシス・ウィルソン・ブロッカー夫人が、聖書にあるノアにオリーブの枝を持ってきたハトの話を象徴する方法としてその名前を提案した。南北戦争のとき、町の南西部で何度か小競り合いが起こった以外、オリーブブランチは破壊行為や暴力沙汰を免れた。
1874年5月1日、オリーブブランチは町として法人化された。ベン・ウェッソンが初代町長に選出された。法人化後最初の国勢調査は1880年であり、人口は73人だった。1885年、オリーブブランチを通る鉄道が建設され、メンフィスやアラバマ州バーミングハムと繋がれた。1888年3月6日、オリーブブランチは公式に村と指定された。
20世紀への変わり目で、オリーブブランチには200人近い人が住んでいた。それに続く年代では、1910年に最初のコットン・ジン、1922年に公共上水道、1927年には電力の配線など、近代の便利さがこの村にも導入された。1929年、現在のバンコープサウス銀行がある場所に、T・H・ノーベルのチーズ工場が開設され、オリーブブランチでは最初の工業になった。公共上水道が建設され、1946年頃には町の通りが舗装された。その後の数十年間で、村は緩りと成長し、人口は1940年国勢調査の441人から1950年では534人、1960年では642人になっていた。1960年代から人口増が加速され、1970年には2倍以上の1,513人になった。1971年、オリーブブランチ中心街から数マイルの場所が、ホリデイ・インの大学と会議場の場所として選定された。この大学の建設と同時期に、ホリデイ・インは広さ3,000エーカー (12 km2) の産業団地の建設を始めた。1973年1月にはオリーブブランチ空港の開港が続いた。滑走路の長さは6,000フィート (1,800 m) あり、現在では州内で5番目に発着回数の多い空港となっている。1974年、アメリカ国道78号線がオリーブブランチを通って建設された。このような開発とインフラの改善は、就業機会の増加、産業、人口をデソト郡とオリーブブランチにもたらした。
1990年代は市の人口が爆発的に増加した時代となった。1990年国勢調査では人口がまだ3,567人に過ぎなかった。1996年、市の西側の領域を併合して、面積が2倍になった。2000年までに人口は21,054人となり、1990年に比べて490%の増加となった。

## 地理と気候
オリーブブランチ市は北緯34度57分47秒 西経89度50分30秒 / 北緯34.96306度 西経89.84167度 (34.963007, -89.841627)に位置している。デソト郡の北東部にあり、アメリカ国道78号線とミシシッピ州道302号線（地元ではグッドマン道路と呼ばれる）、および同305号線（ジャーマンタウン道路/コックラム通り）が交差する場所にある。国道78号線を経て北西のメンフィスの中心部まで22マイル (35 km) である。
オリーブブランチ市の北側市境はミシシッピ州とテネシー州の州境でもある。メンフィス市の市境がオリーブブランチ北側市境の西部に接している。オリーブブランチの西側はサウスヘイブン、東と南は未編入領域と接している。
アメリカ合衆国国勢調査局に拠れば、市域全面積は36.9平方マイル (95.6 km2)であり、このうち陸地36.7平方マイル (95.0 km2)、水域は0.2平方マイル (0.5 km2)で水域率は0.56%である。
| オリーブブランチ（1987年-2013年平均)の気候 | オリーブブランチ（1987年-2013年平均)の気候 | オリーブブランチ（1987年-2013年平均)の気候 | オリーブブランチ（1987年-2013年平均)の気候 | オリーブブランチ（1987年-2013年平均)の気候 | オリーブブランチ（1987年-2013年平均)の気候 | オリーブブランチ（1987年-2013年平均)の気候 | オリーブブランチ（1987年-2013年平均)の気候 | オリーブブランチ（1987年-2013年平均)の気候 | オリーブブランチ（1987年-2013年平均)の気候 | オリーブブランチ（1987年-2013年平均)の気候 | オリーブブランチ（1987年-2013年平均)の気候 | オリーブブランチ（1987年-2013年平均)の気候 | オリーブブランチ（1987年-2013年平均)の気候 |
| 月                                         | 1月                                        | 2月                                        | 3月                                        | 4月                                        | 5月                                        | 6月                                        | 7月                                        | 8月                                        | 9月                                        | 10月                                       | 11月                                       | 12月                                       | 年                                         |
| ------------------------------------------ | ------------------------------------------ | ------------------------------------------ | ------------------------------------------ | ------------------------------------------ | ------------------------------------------ | ------------------------------------------ | ------------------------------------------ | ------------------------------------------ | ------------------------------------------ | ------------------------------------------ | ------------------------------------------ | ------------------------------------------ | ------------------------------------------ |
| 最高気温記録 °F （°C）                     | 77 (25)                                    | 77 (25)                                    | 89 (32)                                    | 94 (34)                                    | 96 (36)                                    | 100 (38)                                   | 102 (39)                                   | 106 (41)                                   | 101 (38)                                   | 93 (34)                                    | 86 (30)                                    | 78 (26)                                    | 106 (41)                                   |
| 平均最高気温 °F （°C）                     | 48 (9)                                     | 53 (12)                                    | 62 (17)                                    | 72 (22)                                    | 80 (27)                                    | 88 (31)                                    | 91 (33)                                    | 90 (32)                                    | 84 (29)                                    | 74 (23)                                    | 62 (17)                                    | 51 (11)                                    | 71.3 (21.9)                                |
| 平均最低気温 °F （°C）                     | 28 (−2)                                    | 32 (0)                                     | 40 (4)                                     | 48 (9)                                     | 58 (14)                                    | 67 (19)                                    | 71 (22)                                    | 69 (21)                                    | 62 (17)                                    | 49 (9)                                     | 40 (4)                                     | 32 (0)                                     | 49.7 (9.8)                                 |
| 最低気温記録 °F （°C）                     | 6 (−14)                                    | 3 (−16)                                    | 14 (−10)                                   | 26 (−3)                                    | 32 (0)                                     | 48 (9)                                     | 57 (14)                                    | 51 (11)                                    | 40 (4)                                     | 29 (−2)                                    | 19 (−7)                                    | −6 (−21)                                   | −6 (−21)                                   |
| 降水量 inch （mm）                         | 3.92 (99.6)                                | 4.39 (111.5)                               | 5.18 (131.6)                               | 5.36 (136.1)                               | 4.97 (126.2)                               | 4.36 (110.7)                               | 4.64 (117.9)                               | 2.52 (64)                                  | 3.40 (86.4)                                | 3.31 (84.1)                                | 6.10 (154.9)                               | 5.48 (139.2)                               | 53.63 (1,362.2)                            |
| 降雪量 inch （cm）                         | 2.2 (5.6)                                  | 1.4 (3.6)                                  | 0.8 (2)                                    | 0 (0)                                      | 0 (0)                                      | 0 (0)                                      | 0 (0)                                      | 0 (0)                                      | 0 (0)                                      | 0 (0)                                      | 0.1 (0.3)                                  | 0.6 (1.5)                                  | 5.1 (13)                                   |
| 出典1：Average Weather for Olive Branch    |                                            |                                            |                                            |                                            |                                            |                                            |                                            |                                            |                                            |                                            |                                            |                                            |                                            |
| 出典2：NOAA                                |                                            |                                            |                                            |                                            |                                            |                                            |                                            |                                            |                                            |                                            |                                            |                                            |                                            |

## 人口動態
以下は2010年の国勢調査による人口統計データである。
| 基礎データ - 人口: 33,484 人 人種別人口構成 - 白人: 70.2% - アフリカン・アメリカン: 23.8% - ネイティブ・アメリカン: 0.5% - アジア人: 1.6% - ヒスパニック・ラテン系: 4.2% | 収入と家計 - 収入の中央値 - 世帯: 68,287米ドル - 家族: 75,107米ドル |

## 経済
オリーブブランチの地元住民が所有する小企業が、数十年にわたって市内で経営されている。例えば、オールド・スタイル・バーベキューやオリーブブランチ印刷所である。バンコープサウスやホリデイ・インなど幾つかの地域企業も地域内にある。2003年、メンフィスで問題の起きたモール・オブ・メンフィスの閉鎖と共に、室内アイスリンクも閉鎖された。2011年8月、オリーブブランチに新しいリンクがオープンした。

## 教育
オリーブブランチの教育は、デソト郡教育学区とノースポイント・クリスチャン学校が管轄している。

## 交通

### 高規格道路
アメリカ国道78号線は、メンフィス市との市境を越えた後でラバー・アベニューとなる。これとミシシッピ州道302号線（グッドマン道路）が市内の幹線道路である。

### 鉄道
バーミングハムからメンフィスに至る鉄道がオリーブブランチを通っている。現在はBNSF鉄道が運行している。

### 空港
空路はオリーブブランチ空港を利用できる。州内でも利用度の高い空港である。